# Big Freedia
Фредді Росс (народився 28 січня 1978 року), більш відомий під своїм сценічним псевдонімом Біг Фріда ([ˈfriːdə] FREE-də) — американський музикант, відомий своєю роботою в Новому Орлеані. Працював в жанрі хіп-хоп. Фредію приписують популяризацію жанру, який значною мірою опинився «під землею» з часу розвитку на початку 1990-х.
Фредді почав співати у хорі своєї баптистської церкви, і розпочав свою професійну виконавську кар'єру близько 1999 року. У 2003 році він випустив студійний альбом Queen Diva. Він вперше отримав основну експозицію в 2009 році, і його альбом « Big Freedia Hitz Vol» 2010 року. 1 був перевиданий на Scion A / V в березні 2011 року, а також ряд музичних відеозаписів.
Фредді брав участь у таких публікаціях, як Village Voice та The New York Times, і виступав під час останнього дзвінка разом із Карсоном Делі, Джиммі Кіммелом Live!, і в SXSW, де він отримав позитивний відгук від Rolling Stone. У 2011 році він був визнаний найкращим артистом, що розвивається, та найкращим артистом з хіп-хопу / репу у січневій нагороді «Best of the Beat Awards» та був номінованим на 22-ту медіа-премію GLAAD 2011. У 2013 році він отримав власне реаліті-шоу на каналі Fuse, яке хронікує її життя в гастролях і вдома. 7 липня 2015 року він випустив свою автобіографію « Бог врятуй королеву Діву»!.
У 2016 році Бейонсе випустила сингл «Формація», де присутні голос Freedia. Наприкінці 2016 року Фредію показували в місцевій рекламі Нового Орлеана для Юридичного бюро Хуана ЛаФонта, в якій його показують, скачучи під музику та танцюристів. У 2018 році він випустив EP Ward Bounce.
Він також вніс свій вокал для хіта Drake ’s one one 2018 " Nice for What ", хоча його не зараховують до участі у виконанні артистів. Наприкінці 2010-х він познайомився з Кешею та обоє співпрацювали над проектами один одного. Фрідія збирається гастролювати з Кешею в 2020 році, і у нього виходить новий альбом.

## Раннє життя
Фредді Росс народився в Новому Орлеані, штат Луїзіана. У дитинстві Фрідія грав на фортепіано, співав у хорі і знав, що музика завжди буде основною частиною його життя. Йому завжди подобались такі артисти як: Патті Лабел, пізній диско-співак Сільвестр, Майкл Джексон та Солт-Н-Пепа.
В шкільні роки Росс відвідував середню школу Вальтера Л. Коена, де він виступав у хорі, а пізніше став його керівником. Цей досвід дав йому зрозуміти, що він може писати та створювати музику. За словами Фредіа, спочатку він страждав від сценічного переляку, його лякала публіка та массове скупчення людей, але він виступав. І робив це не тільки для власного задоволення,але й для того,щоб перебороти свій страх.
У 1998 році молода королева на ім'я Кейті Ред виконувала «музику відмов» у клубі, де виріс Фредді. Росс, який ріс у чотирьох кварталах від Кейті Ред, почав виступати як резервний танцюрист та співак у шоу Реді. У 1999 році Кейті випустила Melpomene Block Party на провідній лейббі відмов, «Take Fo Records». Фрідія прийняв своє сценічне ім'я після того, як друг охрестив його «Фредією». За словами Росса: «я хотів привабливого імені, яке римувалося, і у моєї матері був клуб під назвою „Діва“, в якому я працював. Я назвав себе королевою діви — тому я придумав це: Великий Фрідія королева Діви».

## Музична кар'єра

### Ранні роки
У 1999 році Freedia випустив свою першу пісню «An Ha, Oh Yeah» і почав часто виступати в клубах та на інших майданчиках Нового Орлеана. Інші хіти називались «Рок навколо годинника» та «Gin 'N My System», які згодом цитували Ліл Уейн на мікшн-стрічці. Свій перший студійний альбом Queen Diva випустив у 2003 році.
Ураган Катріна вразив Новий Орлеан у 2005 році, і Фрідія разом з іншими артистами,такими як Кейті Ред тайого протеже Фредії Сіссі Ноббі, були змушені покинти місто. Фреді залишився на кілька місяців у Техасі, де він почав створювати виїзні шоу для місцевих жителів, допомагаючи поширити обізнаність про власний жанр, з іншими артистами. Він переїхав до Нового Орлеана при першій нагоді. За словами Фрідії, «Першим клубом, який знову відкрився в Новому Орлеані, був Цезар, мені негайно зателефонували і сказали, що будемо тут регулярно проводити ночі. Тож ми розпочали п'ятницю FEMA. Це був єдиний відкритий клуб у місті, і багато людей мали багато грошей від Катріни, чеків та інших речей, тому радість всередині цього клубу — я не думаю, що це колись повернеться.»
Вони грали шість-десять шоу на тиждень на блок-вечірках, нічних клубах, стриптиз-клубах та інших місцях, поки місто не відновилося. За словами Фенстерстока, "Фредіа був одним з перших художників, який повернувся після бурі та почав працювати, і він працював дуже плідно. Якщо ви жили тут, то ви не можете просто не знати його.

### Основна експозиція
Фрідія вперше почав отримувати національну підтримку після концерту-концерту 2009 року з Кейті Ред і Сіссі Ноббі в палаці Bingo Salon. 18 січня 2010 року він випустив альбом Big Freedia Hitz Vol. 1 на Big Freedia Records. Альбом був колекцією раніше виконаних синглів з 1999 по 2010 рік.
У березні 2010 року його замовили для демонстрації «музики відмов» у Новому Орлеані на музичному фестивалі South by Southwest в Остіні. Після цього він підписався в агентство Windish та замовив літній тур. Разом з Кейті Ред, Чікі Блак та Сіссі Ноббі він був гостем у альбомі Ya-ka-may у травні 2010 року фанк- гурту Galactic. Він приєднався до групи на декількох концертах, а альбом досяг свого 161 року на Billboard Chart США.
У травні 2010 року Freedia розпочав гастролі разом із ді-джеєм Расті Лазером та командою «bootydancers» та з поп-гуртом Меттом та Кімом. Вона виступила в Худстоку в Бед-Стюї, Бруклін, у травні 2010 року, а згодом про нього було написано у « Голосі села». Він виступав за магната сучасного мистецтва Джеффрі Дітча в Базель-Маямі та в нью-йоркському художньому музеї MoMa. Після повернення в Новий Орлеан його переслідував нью-йоркський журналіст і він був опублікований в The New York Times. Він продовжував гастролювати по Сполучених Штатах, а восени 2010 року вийшов вперше на національному телебаченні в « Останній дзвінок» з Карсоном Делі. У жовтні 2010 року « Новий Орлеан Таймз-Пікаюн» назвав його «сенсацією за ніч».
У 2011 році в «Нагороді за найкращу битву» нагороду «Фрідія» було визнано кращим артистом нового формату та найкращим артистом з хіп-хопу та репу. Big Freedia Hitz Vol. Перший був висунутий 22-ю премією GLAAD Media Award у 2011 році. Альбом був перевиданий на Scion A / V у березні 2011 року, разом із низкою музичних роликів. Також він отримав премію MTV 0 у 2012 році за «Занадто багато відвертості для телебачення».
Він з'явився в драмі HBO « Treme», яка відбулася в місті Нового Орлеана. Він виступав на Jimmy Kimmel Live! 25 січня 2012 року, його виступ на SXSW в 2012 році був розцінений Роллінг Стоун як «Мабуть, улюблений набір цього сценариста SXSW».
Freedia гастролював разом із The Postal Service, відкриваючи колектив на численних майданчиках впродовж липня та серпня.
Книга, Велика Фредія: Боже, врятуй королеву Діву!, написаний «геєм, самопроголошеним хлопчиком мами, який вибухнув на колишній підпільній музичній сцені Bounce» разом з Ніколь Балін, була випущена в липні 2015 року.

## Особисте життя
Фредія працював дизайном інтер'єру,коли він був мером Нового Орлеана. І серед клієнтів якого входила адміністратор Рея Нагіна,
Фрідія заявив: «Я не перероджений; Я просто гей… Я ношу жіноче волосся і ношу гаманець, але я чоловік. На мене кажуть і „він“, і „вона“.» Однак він сказав в інтерв'ю 2013 року про те, що його займенник — «вона». У 2015 році інтерв'юер запитав у Фредію про те, як «кожен знає (або швидко вчиться) вживати займенник жіночого роду при посиланні на вас».
У 2016 році Фредію звинувачували у розкраданні державних коштів після того, як вона не повідомила про доходи між 2010 та 2014 роками, але все ще вимагала житлових пільг. Пізніше, того ж року вона визнала вину за всіма звинуваченнями. Її засудили до трирічного випробування та зобов'язали заплатити 35000 доларів та виконати 100 годин громадського обслуговування замість покарання у в'язниці. Крім того, їй було наказано жити в будинку на півдорозі до винесення вироку. У 2018 році Велика Фрідія розкрила у відео на Instagram, що суддя у цій справі задовольнив її прохання припинити термін випробування на рік раніше за добру поведінку.

#### Музичні відео
- 2010 рік: «Na Who Mad» — музичне відео, випущене в 2011 році
- 2010 рік: «Y'all Get Back Now» — музичне відео, випущене в 2011 році
- 2010 рік: «Вибачення» — музичне відео, випущене в 2011 році
- 2014 рік: «Explode» — музичне відео, випущене 2014 року
- 2014 рік: «Mo Azz» — музичне відео, випущене 2014 року
- 2016 рік: «Crazy» — вийшов музичний ролик 2016 року
- 2016 рік: «Make it Jingle» — музичне відео, випущене в 2016 році